# سیارک ۲۷۷۴۸
سیارک ۲۷۷۴۸ (به انگلیسی: 27748 Vivianhoette، نامگذاری:1991AL) بیست و هفت هزار و هفتصد و چهل و هشتمین سیارک کشف شده‌است که در ۹ ژانویه ۱۹۹۱ کشف شد.